# Joseph de Laage de Meux
Le commandant Joseph de Laage de Meux, né à Orléans en 1863 et mort pour la France à Maissin (Belgique) en 1914, est un officier français belligérant de la Première Guerre mondiale.

## Ascendance
Joseph de Laage de Meux est le fils de Gabriel Alfred de Laage de Meux (1819-1906) et de son épouse Alix Bacot de Romand (1827-1919)[réf. nécessaire].

## Carrière militaire
Il est diplômé de  l'École spéciale militaire de Saint-Cyr en 1885.
Il est capitaine d'infanterie à Bourges de 1896 à 1912, puis chef de bataillon  au 19e régiment d'infanterie de Brest. 

## Mort
Il tombe au champ d'honneur en entraînant ses hommes à une charge à la baïonnette lors de la bataille de Maissin le 22 août 1914.

Il a reçu une citation à l'ordre de l'armée:
    Avec le plus grand mépris du danger, a enlevé brillamment son bataillon à l'attaque du moulin, le 22 août. Est tombé glorieusement au moment ou il abordait la position.
Il est décoré à titre posthume du titre de chevalier de la Légion d'honneur et de la croix de Guerre.

## Postérité
Une rue du commandant de Laage de Meux conserve sa mémoire à Maissin[réf. nécessaire].

## Descendance
Il se marie avec le 6 juillet 1891 avec Jeanne du Hamel de Fougeroux dont il aura quatre enfants :
- Élisabeth (1893-1945)
- Solange (1894-1967)
- Marguerite (1897
- Gabrielle (1905-1998).